# 서정훈
서정훈은 대한민국의 배우이다.

## 영화
- (2011년) 《나는 아빠다》 ... 교도소 패거리 역
- (2013년) 《동창생》 ... 일진패거리1 역
- (2018년) 《원더풀 고스트》 ... 경찰 1 역
- (2019년) 《백두산》
- (2020년) 《히트맨》 ... 싸이먼부하 6 역
- (2020년) 《소리꾼》
- (2020년) 《반도》
- (2020년) 《특수요원》 ... 북한 특수요원 N5 역